# Никохар
Никохар (грч. Νικοχάρης, умро половином 5. века п. н. е.), син Филонидов, био је атенски комедиограф који је стварао у оквиру старе атичке комедије. У Суди су сачувани и наслови ових десет комедија:
- Амимона (Ἀμυμώνη)
- Пелоп (Πέλοψ)
- Галатеја (Γαλάτεια)
- Херакло се жени (Ἡρακλῆς γαμῶν)
- Херакло као хорег (Ἡρακλῆς χορηγός)
- Крећани (Κρῆτες)
- Лаконци (Λάκωνες)
- Жене с Лемноса (Λήμνιαι)
- Кентаури (Κένταυροι)
- Људи који живе од руку (Χειρογάστορες)[2]

Аугуст Меинеке препоставља да су прва два заправо варијације наслова једне исте драме, с обзиром на то да се Пелоп не налази на очекиваноме мјесту по абецеди, као други наслови, те с обзиром на то да се у једном фрагменту из Амимоне, који цитира Атенеј, појављује Еномајево име. Од Галатеје су сачувана два краћа фрагмента. Херакла који се жени спомиње Јулије Полукс на два мјеста, при чему се на првоме раби израз ἐν Ἡρακλεῖ γαμουμένω, који сугерира Хераклову "удају", односно његову потчињеност Омфали. За Лаконце сазнајемо из дидаскалије уз треће издање Аристофанова Плута да су приказани 388. п. н. е., кад и друго издање Плута. Од Жена с Лемноса, које су изгледа обрађивале љубави Јасона и Хипсипиле, остало је два стиха код Атенеја, који преноси и друге краће фрагменте Никохарове, но не дајући наслове комада из којих су узети. Неки се фрагменти налазе код Полукса и других античких аутора. Из тих фрагмената може се закључити само то да је у стилу старе атичке комедије, понекад се додуше уздижући до достојанственог стила трагедије, обрађивао митове и локалне легенде, истодобно се без двојбе ругајући особеностима сусједних локалних обичаја.
Аристотел спомиње Никохара као аутора неке песме Делијаде (Δηλιάς), у којој је "људе представио горима но што јесу". Не улазећи у то да ли је ријеч о истом Никохару, с обзиром на то да Аристотел ову пјесму спомиње у свези с Хегемоновим пародичким дјелима те да одмах затим јасно разлучује између ликова у трагедији и комедији, Делијада није могла бити комедија. Имајући у виду пјесникове склоности да исмијава локалне обичаје и традиције, те под условом да се ради о истом аутору кога Суда наводи као комичког пјесника, могуће је да је Делијада представљала сатиричку пјесму на рачун становника отока Делоса.